# Lijst van rivieren in Wit-Rusland

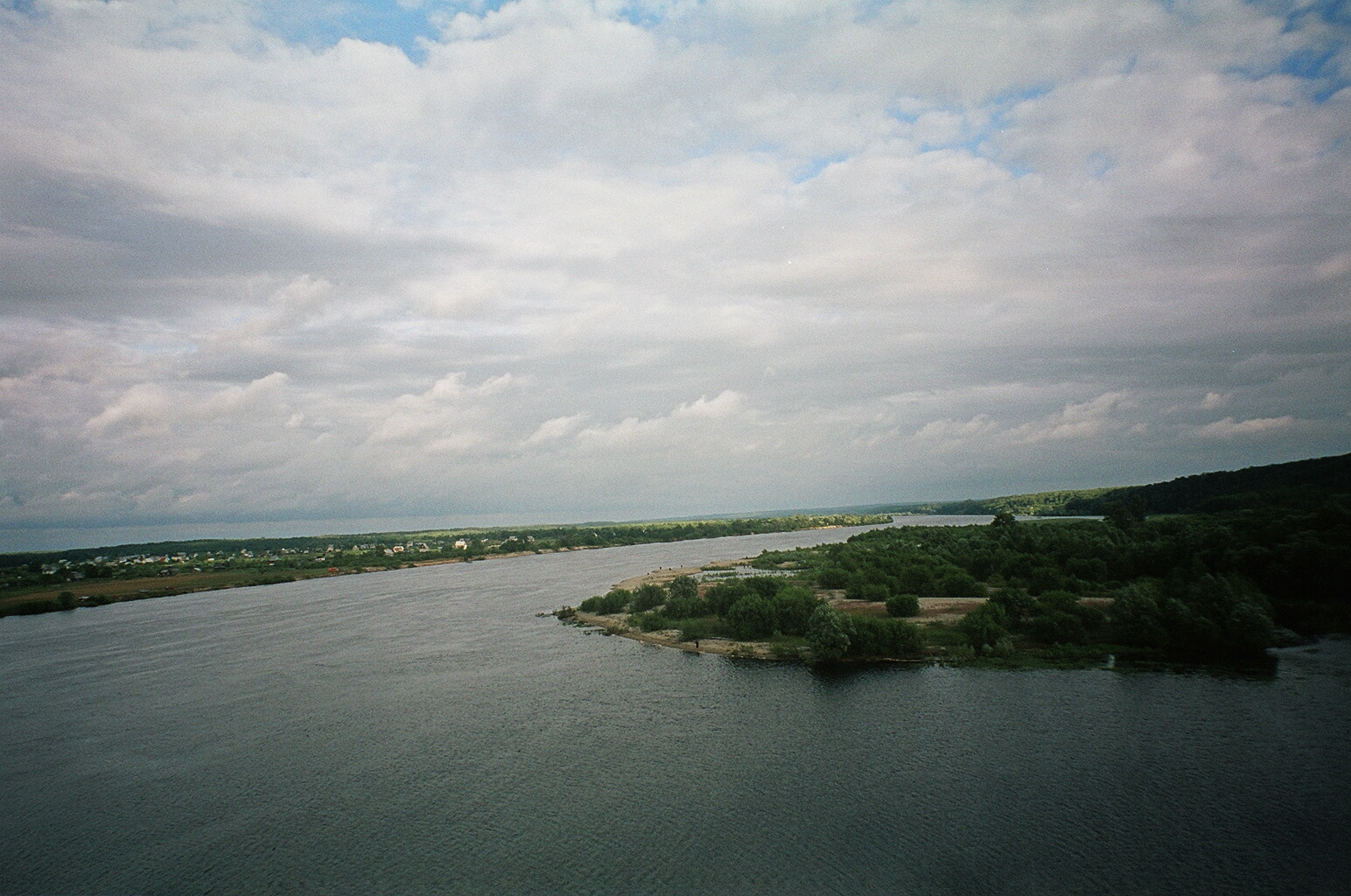
Pripjat.

Deze lijst van rivieren in Wit-Rusland bevat de belangrijkste rivieren en zijrivieren in Wit-Rusland.

## Langste rivieren in Wit-Rusland
| Name             | Totale lengte (km) | Lengte in Wit-Rusland (km) |
| ---------------- | ------------------ | -------------------------- |
| Dnjepr           | 2145               | 690                        |
| Westelijke Dvina | 1020               | 328                        |
| Neman            | 937                | 459                        |
| Boeg             | 831                | 169                        |
| Pripjat          | 761                | 495                        |
| Sozh             | 648                | 493                        |
| Berezina         | 613                | 613                        |
| Vilija           | 510                | 276                        |
| Ptsich           | 421                | 421                        |
| Shchara          | 325                | 325                        |
| Svislatsj        | 297                | 297                        |

## Lijst van rivieren in Wit-Rusland
- Dnjepr
  - Droet (R)
  - Sozh (L)
    - Ipoet
    - Pronja
    - Besed

  - Berezina (R)
    - Svislatsj
      - Niamiha

    - Babrujka

  - Pripjat (R)
    - Braginka
    - Horin
    - Styr
    - Ubarts
    - Ptsich
    - Sluch
    - Yaselda
    - Stviha
- Neman
  - Westelijke Berezina
    - Disna
    - Drisa
    - Usa

  - Shchara
  - Kotra
  - Vilija
    - Vilnia
    - Narač

  - Merkis
    - Ūla
- Westelijke Dvina
  - Pałata
  - Kasplja
  - Disna
- Boeg
  - Mukhavets
    - Dachlovka
    - Zhabinka
    - Trascianica
    - Asipaǔka
    - Ryta

  - Lesnaya
  - Pulva

### Kortere rivieren
- Drahabuž
- Lovat
- Narew
- Ashmyanka